# Odo von Cluny
Odo von Cluny (* um 878 bei Le Mans; † 18. November 942 in Tours) war zweiter Abt der Benediktinerabtei Cluny und initiierte die cluniazensische Reform der Klöster. Er wurde im Jahr 1407 heiliggesprochen.

## Kirchengeschichtliche Zeitumstände
Kriegerische Einfälle der Sarazenen im Süden und Raubzüge der Wikinger im Norden Europas ließen kirchliche Einrichtungen nicht ungeschoren. Jahrzehntelanger Mangel und Not führten zu einem geistigen Tiefstand der Klöster – ihre Verweltlichung drohte. Die ganz Europa beeinflussende cluniazensische Bewegung hatte starke Ausstrahlungen auf die Politik: Viele Päpste und Bischöfe verbreiteten den auf Odo von Cluny basierenden Reformgedanken, der bis zum Investiturstreit eine bedeutende Rolle in der aufkeimenden Auseinandersetzung zwischen päpstlicher und kaiserlicher Macht spielen sollte.

## Leben
Odo war zunächst Knappe am Hof Wilhelms von Aquitanien. Nach seinem Eintritt in den Benediktinerorden im Jahre 909 studierte er in Tours und Paris. Er wurde im Benediktinerkloster Baume-les-Messieurs zum Priester geweiht. 925 wurde er zum dritten Abt des Klosters Aurillac ernannt, ließ den Posten jedoch durch seinen Koadjutor und Nachfolger Arnulf ausfüllen.
Nach dem Tod des ersten Abtes Berno übernahm Odo 927 die alleinige Leitung des 910 errichteten und bis dahin von Baume-les-Messieurs aus gesteuerten Klosters Cluny. Er sorgte für die strenge Einhaltung der Ordensregeln, führte straffe Zucht, Schweigegebot und strengste Askese ein. Odo erreichte gegen Widerstände klösterlicher Würdenträger, jedoch mit Billigung von Adligen und dem Heiligen Stuhl, dass zahlreiche Klöster Cluny unterstellt wurden. Damit wuchs der Einfluss der Reformideen.
Odo fand neben den Ordenspflichten Gefallen an der Musik. Er komponierte Choräle und verfasste musiktheoretische Schriften, darunter den Dialogus de musica, in dem er die heute gebräuchlichen Tonbuchstaben als Namen der Töne des diatonischen Tonsystems von Euklid, das er über Boethius kannte, einführte.

## Gedenktag
Namenstag des Heiligen ist der 18. November. Odo ist Schutzpatron der Musiker. Er wird angerufen im Gebet für Regen und gegen Dürre.

## Ikonografie
Odo wird als Abt mit Buch beim Bedienen Armer dargestellt.

## Werke
- Anne-Marie Bultot-Verleysen (Hrsg.): Vita sancti Geraldi Auriliacensis - Vita prolixior prima. Reihe: Subsidia Hagiographica No. 89, Édition critique, traduction française, introduction et commentaires; Société des Bollandistes, Bruxelles 1989, ISBN 2-87365-023-0.
- Dialogus de musica. In: Gerbert Scriptores. I, S. 251–264.
- Vita Sancti Gregorii episcopi Turonensis (PDF; 0,7 MB)

Eine ausführlichere, wohl ebenfalls unvollständige Liste in der franz. Wikipedia: https://fr.wikipedia.org/wiki/Odon_de_Cluny